# Bolivaritettix torulosinota
Bolivaritettix torulosinota är en insektsart som beskrevs av Zheng, Z. 2005. Bolivaritettix torulosinota ingår i släktet Bolivaritettix och familjen torngräshoppor. Inga underarter finns listade i Catalogue of Life.